# El bus
El bus fue un programa de telerrealidad emitido en España por Antena 3, en el cual hasta una docena de concursantes convivían en un autobús, durante 100 días sin contacto con el exterior viajando por España. El público nominaba semanalmente a los concursantes a los que quería expulsar, y de entre todos ellos los espectadores votaban a su favorito para que se quedase. El ganador obtenía 50 millones de pesetas.
Antena 3 compró los derechos sobre el formato original De bus a la productora Endemol.

## Desarrollo y reglas
El concurso fue presentado por Inés Ballester para las galas, desde un teatro o palacio de congresos de la ciudad que el bus visitaba semanalmente con Liborio García como copresentador. Los resúmenes los presentaba Sandra Barneda.
Juan y Medio presentó los primeros debates semanales que fueron cancelados, y luego repuestos con Alicia Senovilla y otros conocidos de la prensa del corazón.

### Las reglas
- El público será quién se encargue de las nominaciones, mientras serán los propios pasajeros los encargados de expulsar a uno de los dos nominados.
- Serán nueve los concursantes que comienzan el concurso desde Barcelona. Las ocho primeras semanas el expulsado será sustituido por otro concursante de los reservas, por lo tanto habrá un total de 17 concursantes.
- Un famoso ingresará al autobús durante unos minutos todos los jueves durante la gala.
- Chat por Internet: Al menos una hora al día, los pasajeros se conectarán a internet para charlas y hablar con los internautas.
- Solo serán cuatro los concursantes que lleguen a Madrid, y solo uno será proclamado ganador/a.
- El Ganador/a recibirá un premio de cincuenta millones de pesetas. Queda totalmente prohibido acordar el reparto del premio final entre los concursantes.

#### El equipaje
La organización entrega a cada pasajero dos maletas: La de verano y la de invierno. En ellas llevan ropa, calzado y prendas íntimas. La capacidad de las maletas da el límite de lo que pueden llevar.
Los concursantes no podían llevar comida o bebida de ninguna clase, no más de cinco paquetes de cigarrillos, tampoco alcohol y drogas, teléfono móvil, radios, CD, videojuegos o consolas ni cualquier otro aparato electrónico, dinero o tarjetas, ni prendas con publicidad. Tampoco utensilios para escribir, que de ser necesarios serían facilitados por la productora. En el número de cómics o revistas no hubo ningún límite, excepto la del espacio físico de las propias maletas.

#### Convivencia
- Cualquier tipo de violencia física comportará la expulsión inmediata.
- Los pasajeros decidirán el reparto de trabajos por consenso o mayoría de votos.
- Los amos del bus decidirán el horario de levantarse, según las actividades de la noche anterior. Una música hará de toque de diana. Todos deberán abandonar el dormitorio en menos de 30 minutos. Sólo se apagarán las luces, de noche, en el dormitorio. Si alguno no quiere dormir en la cama colectiva, los amos han previsto entregar antifaces.
- Podrán leer libros, pero solo durante dos horas diarias.
- Las actividades diarias estarán expuestas en un panel de órdenes.
- Los jueves el horario se adaptará al famoso que visitará el bus. Los lunes y viernes, días de programa en directo, los pasajeros deberán estar disponibles a las horas de la gala en el comedor.

#### Trabajos
- Un día a la semana los pasajeros saldrán a realizar labores sociales allí donde estén: Cuidar niños en un hospital, arreglar un bosquecito, participar en acciones benéficas... No recibirán ninguna remuneración económica por ello aunque sí "objetos de valor simbólico" como choricillos de la tierra y objetos de promoción turística.
- El bus siempre deberán permanecer un mínimo de tres personas. Los pasajeros deberán decidir quienes saldrán a trabajar y quienes se quedan en el bus.

#### Contactos con el exterior
- No estarán del todo incomunicados. Cada pasajero podrá hacer videoconferencias con la persona que quiera, dos veces por semana, y con una duración máxima de 2 minutos. Cada día podrán utilizar este servicio dos pasajeros como máximo.
- Cada día mantendrán conversaciones (chat) durante 1 hora con los internautas a través de la web oficial. Podrán mandar y recibir correo electrónico, aunque se avisa que habrá censura "para evitar contenidos inadecuados". La compra semanal también se hará a través de Internet. Por la pantalla del ordenador recibirán también una selección de noticias de actualidad "para animar a que haya debates". Por internet se podrá seguir las andanzas del bus con cuatro cámaras conectadas permanentemente.
- La organización procurará que los pasajeros "no sepan el grado real de su popularidad" y, nunca podrán ser informados de ninguna circunstancia personal que pueda alterar su estado de ánimo en ningún sentido.
- Cualquier otro tipo de contacto con el exterior está terminantemente prohibido.

### El comienzo
El bus fue el primer programa de telerrealidad en Antena 3. Comenzó a las 22:00 desde el plató de Antena 3 Barcelona, en donde Inés dio la bienvenida a los fanes. Liborio iba recibiendo a los primeros 9 concursantes que comenzarían la aventura: Aurora, Ion Ander, Manu, Mercedes, Oscar, Paco, Ricardo, Sonia y Vanesa. Uno a uno fueron entrando al plató para ser entrevistados personalmente. La aventura comenzó con el primer viaje a Tarragona.

### El autobús
El autobús fue construido y diseñado exclusivamente para el programa por los mejores profesionales del sector. El vehículo, además de incorporar los últimos avances en materiales y técnicas de construcción, aporta soluciones innovadoras de seguridad y de tratamiento y reciclaje de aguas residuales. También está preparado y acondicionado para comunicarse con el exterior vía Internet y vídeo-conferencia.
- 15 metros de largo, 2 pisos (Lo máximo permitido por la Unión Europea). Destaca el gran dormitorio con una única cama de 6x2 metros (con cámaras infrarrojas para observar tras el apagado de luces).
- El baño dotado con tres cámaras, pero no en el W.C ni en la ducha.
- El conductor, que no es un concursante, y accede de manera independiente al autobús y no tiene contacto con los pasajeros.
- El autobús no está viajando todo el tiempo, sino que hace paradas de varios días en ciertos lugares. A su alrededor se monta un patio, vallado y cubierto, de 100 m² con jacuzzi y barbacoa.

#### El dormitorio
Está en la parte central y hay 3 cámaras convencionales y 3 cámaras de infrarrojos que vigilan a los concursantes en la oscuridad.
El lecho donde descansan los integrantes consiste en un único colchón de 6 metros de largo por 2 de ancho; es decir, cada habitante tiene unos 65 centímetros de ancho para descansar.
Hay un total de nueve armarios, uno para cada integrante, y nueve edredones nórdicos individuales. Esta es la única zona del autobús donde se apagan las luces por la noche. En el caso de que algún pasajero prefiera dormir en otra zona del vehículo se le proporcionaría un antifaz.

#### El cuarto de baño
Está en la parte trasera y pegado al dormitorio. Tiene lavabo, inodoro, ducha y zona de vestidor. En esta zona hay tres cámaras, una tras el espejo del lavabo y otras dos repartidas por el resto de los rincones del aseo.
En el baño hay, además, un armario comunitario y nunca podrá haber más de una persona al mismo tiempo.

#### Sala de relax
Se encuentra en la parte frontal del bus, subiendo por unas escaleras cercanas a la cabina del conductor. Es un espacio circular con sofás y ventanas panorámicas que en muchos casos puede servir de dormitorio eventual para un máximo de tres personas. En esta zona cuatro cámaras hacen de testigos de todo lo que sucede.

### Destinos
- Salida: Barcelona (Del 15/09 al 18/09).
- Semana 1: Tarragona (Del 19/09 al 25/09).
- Semana 2: Zaragoza (Del 26/09 al 02/10).
- Semana 3: Valladolid (Del 03/10 al 07/10).
- Semana 4: Oviedo (Del 09/10 al 16/10).
- Semana 5: Vigo (Del 17/10 al 23/10).
- Semana 6: Salamanca (Del 24/10 al 30/10).
- Semana 7: Toledo (Del 31/10 al 06/11).
- Semana 8: Jaén (Del 07/11 al 14/11).
- Semana 9: Granada (Del 15/11 al 20/11).
- Semana 10: Jerez de la Frontera (Del 21/11 al 27/11).
- Semana 11: Torremolinos (Del 28/11 al 04/12).
- Semana 12: Huelva (Del 05/12 al 11/12).
- Semana 13: Puertollano (Del 12/12 al 18/12).
- Semana 14: Madrid (Del 19/12 al 23/12).

### La final
Después de 100 días de encierro el bus se desplazó hasta los estudios de Antena 3 para el recuento de votos. que decidiría cuál de los tres finalistas sería el vencedor. Inés Ballester anunció a Sonia como ganadora; ella fue la única que permaneció los 100 días encerrada.

## Participantes
| Participante        | Edad | Provincia  | Ocupación                          | Duración                | Información             |
| ------------------- | ---- | ---------- | ---------------------------------- | ----------------------- | ----------------------- |
| Sonia Oliván        | 27   | Huesca     | Diplomada en trabajo social        | 17/09/2000 - 23/12/2000 | Ganadora (50,70%)       |
| Sandra Corcuera     | 22   | Valencia   | Traductora de inglés y francés     | 16/10/2000 - 23/12/2000 | 2.ª finalista (49,30%)  |
| Patxi Gallego       | 26   | Álava      | Fresador                           | 23/10/2000 - 23/12/2000 | 3.er finalista (24,60%) |
| Xavi Jové           | 25   | Barcelona  | Conductor de ambulancias           | 30/10/2000 - 23/12/2000 | 4.º finalista (7,90%)   |
| Vanesa Jiménez      | 25   | Navarra    | Estudiante de Matemáticas          | 17/09/2000 - 18/12/2000 | 16.ª expulsada          |
| Alejandro           | 22   | Las Palmas | Estudiante de Informática          | 27/11/2000 - 18/12/2000 | 15.º expulsado          |
| Alberto Méndez      | 26   | Las Palmas | Licenciado en Criminología         | 02/10/2000 - 11/12/2000 | 14.º expulsado          |
| Javier García       | 24   | Zaragoza   | Titulado en Hostelería             | 25/09/2000 - 11/12/2000 | 13.er expulsado         |
| Eloisa Campos       | 23   | Zaragoza   | Dependienta                        | 12/11/2000 - 04/12/2000 | 12.ª expulsada          |
| Isabel Villena      | 21   | Albacete   | Administrativa                     | 20/11/2000 - 04/12/2000 | 11.ª expulsada          |
| Lisis Suárez        | 24   | Asturias   | Estudiante de Animación deportiva  | 06/11/2000 - 27/11/2000 | 10.ª expulsada          |
| Jessica             | 23   | Barcelona  | Diseñadora de interiores           | 09/10/2000 - 20/11/2000 | 9.ª expulsada           |
| Alfredo Giráldez    | 30   | Las Palmas | Auxiliar de clínica                | 30/10/2000 - 12/11/2000 | 8.º expulsado           |
| José Manuel García  | 18   | Estepona   | Cantante y repartidor              | 16/10/2000 - 06/11/2000 | 7.º expulsado           |
| Ricardo de Santiago | 21   | Madrid     | Estudiante                         | 17/09/2000 - 30/10/2000 | 6.º expulsado           |
| Ion Ander Santos    | 26   | Guipúzcoa  | Cocinero                           | 17/09/2000 - 30/10/2000 | Abandonó                |
| Manolo Medina       | 35   | Cádiz      | Agente discográfico                | 09/10/2000 - 23/10/2000 | 5.º expulsado           |
| Óscar Edú           | 25   | Barcelona  | Modelo                             | 29 días                 | 4.º expulsado           |
| Aurora Franquelo    | 21   | Málaga     | Técnico auxiliar de laboratorio    | 29 días                 | Abandonó                |
| Mónica Aliaga       | 19   | Alicante   | Azafata de imagen                  | 22 días                 | 3.ª expulsada           |
| Mercedes Caro       | 28   | Madrid     | Técnico en radiodiagnóstico        | 15 días                 | 2.ª expulsada           |
| Paco Martínez       | 26   | Sevilla    | Actor de doblaje                   | 8 días                  | Abandonó                |
| Manu Izquierdo      | 24   | Murcia     | Licenciado en Geografía e Historia | 8 días                  | 1.er expulsado          |

### Nominaciones y expulsiones
|             | #1       | #2        | #3        | #4        | #5        | #6        | #7        | #8        | #9        | #10       | #11       | #12        | #13        | #14        |
| ----------- | -------- | --------- | --------- | --------- | --------- | --------- | --------- | --------- | --------- | --------- | --------- | ---------- | ---------- | ---------- |
| Sonia       | Salvada  | Salvada   | Salvada   | Salvada   | Salvada   | Salvada   | Salvada   | Salvada   | Salvada   | Salvada   | Salvada   | Salvada    | Salvada    | Ganadora   |
| Sandra      |          |           |           | Entra     | Salvada   | Salvada   | Salvada   | Nominada  | Salvada   | Salvada   | Salvada   | Salvada    | Salvada    | 2.ª Fin.   |
| Patxi       |          |           |           |           | Entra     | Salvado   | Salvado   | Salvado   | Salvado   | Salvado   | Salvado   | Salvado    | Salvado    | 3.º Fin.   |
| Xavi        |          |           |           |           |           | Entra     | Salvado   | Salvado   | Salvado   | Salvado   | Salvado   | Nominado   | Nominado   | 4.º Fin.   |
| Vanesa      | Salvada  | Salvada   | Salvada   | Salvada   | Salvada   | Salvada   | Salvada   | Salvada   | Salvada   | Salvada   | Salvada   | Salvada    | Nominada   | Expulsadaº |
| Alejandro   |          |           |           |           |           |           |           |           |           | Entra     | Nominado  | Salvado    | Nominado   | Expulsado  |
| Alberto     |          | Entra     | Salvado   | Salvado   | Salvado   | Salvado   | Salvado   | Salvado   | Salvado   | Salvado   | Salvado   | Nominado   | Expulsadoº |            |
| Javier      | Entra    | Salvado   | Salvado   | Salvado   | Salvado   | Salvado   | Salvado   | Salvado   | Salvado   | Nominado  | Salvado   | Nominado   | Expulsado  |            |
| Eloísa      |          |           |           |           |           |           |           | Entra     | Salvada   | Salvada   | Nominada  | Expulsadaº |            |            |
| Isabel      |          |           |           |           |           |           |           |           | Entra     | Salvada   | Nominada  | Expulsada  |            |            |
| Lisis       |          |           |           |           |           |           | Entra     | Salvada   | Nominada  | Nominada  | Expulsada |            |            |            |
| Jessica     |          |           | Entra     | Salvada   | Salvada   | Salvada   | Salvada   | Salvada   | Nominada  | Expulsado |           |            |            |            |
| Alfredo     |          |           |           |           |           | Entra     | Nominado  | Nominado  | Expulsado |           |           |            |            |            |
| José Manuel |          |           |           | Entra     | Salvada   | Nominado  | Nominado  | Expulsado |           |           |           |            |            |            |
| Ricardo     | Salvado  | Salvado   | Salvado   | Salvado   | Nominado  | Nominado  | Expulsado |           |           |           |           |            |            |            |
| Ion Ander   | Salvado  | Salvado   | Salvado   | Salvado   | Salvado   | Salvado   | Abandono  |           |           |           |           |            |            |            |
| Manolo      |          |           | Entra     | Nominado  | Nominado  | Expulsado |           |           |           |           |           |            |            |            |
| Óscar       | Salvado  | Nominado  | Nominado  | Nominado  | Expulsado |           |           |           |           |           |           |            |            |            |
| Aurora      | Salvada  | Salvada   | Salvada   | Salvada   | Abandono  |           |           |           |           |           |           |            |            |            |
| Mónica      | Entra    | Salvada   | Nominada  | Expulsada |           |           |           |           |           |           |           |            |            |            |
| Merche      | Nominada | Nominada  | Expulsada |           |           |           |           |           |           |           |           |            |            |            |
| Paco        | Salvado  | Abandono  |           |           |           |           |           |           |           |           |           |            |            |            |
| Manu        | Nominado | Expulsado |           |           |           |           |           |           |           |           |           |            |            |            |

▲º: Fue expulsado en la segunda ronda.
- Reservas: Begoña, Chari, Eva, Julián, Julio, Noemí, Tania y Úrsula (no llegaron a concursar).

## Audiencia
La noche de su estreno alcanzó una audiencia de 3.753.000 espectadores, correspondiente a un 34,7% de share. Fue el primer reality show de Antena 3 y obtuvo una audiencia media de 3.271.000 y 24,9%. A la cadena esos datos le parecieron muy bajos en comparación con su referente —la primera edición de Gran Hermano— y decidió no renovar sus derechos sobre el programa.

## El busen el mundo
| País    | Formato local   | Canal de TV    | Ganadores                               | Presentadores                             |
| ------- | --------------- | -------------- | --------------------------------------- | ----------------------------------------- |
| Benelux | De bus          | VT4 SBS6       | 1.ª Edición, 2000-2001: Hans Kreeft     | Inge Moerenhout (1.ª) Ton van Royen (1.ª) |
| Brasil  | Busão do Brasil | Band           | 1.ª Edición, 2010: Mário Remo           | Edgard Piccoli (1.ª)                      |
| España  | El Bus          | Antena 3 (24H) | 1.ª edición, 2000: Sonia Oliván         | Inés Ballester (1.ª) Liborio García (1.ª) |
| Estonia | Buss            | Kanal 2        | 1.ª Edición, 2005: Mari Pennaste        |                                           |
| Holanda | De bus          | SBS6           | 1.ª Edición, 2000: Antonett Sterrenburg | Sylvana Simons (1.ª)                      |